# USS Eugene A. Greene (DD-711)
El USS Eugene A. Greene (DD/DDR-711) fue un destructor Clase Gearing de la Armada de los Estados Unidos. Lleva este nombre en honor del Alférez Eugene A. Greene (1921-1942), que fue galardonado a título póstumo la Cruz de la Armada por su heroísmo en la Batalla de Midway.
El USS Eugene A. Greene fue puesto en grada en el astillero Federal Shipbuilding and Drydock Company en Kearny, Nueva Jersey, el 17 de agosto de 1944 y botado el 18 de marzo de 1945 amadrinado por la Sra. Anita M. Greene, viuda del Alférez Greene, y fue asignado el 8 de junio de 1945, bajo el mando del Comandante W. V. Pratt III.

## Historial operativo

### Armada de los EE. UU., 1945-1972
El USS Eugene A. Greene operó a lo largo de la costa este y en el Caribe en formación de instrucción, actuando como recuperador de las tripulaciones durante la cualificación de los pilotos en los portaaviones, y formando a las nuevas tripulaciones para los nuevos destructores. Desde su puerto base en Norfolk, Virginia, navegó a Bahía de Guantánamo, y el 13 de febrero zarpó en un grupo de trabajo con destino a Montevideo, Uruguay, para participar en las festividades que acompañan a la toma de posesión del Presidente de Uruguay Luis Batlle Berres. El grupo también realizó una visita de buena voluntad a Río de Janeiro antes de volver a Norfolk el 31 de marzo.
El 10 de noviembre de 1947, el USS Eugene A. Greene participó en el primero de los nueve cruceros realizados por el Mar Mediterráneo en los siguientes trece años. Durante esos años, estuvo asignado a la 6ª Flota salvaguardando la paz y el orden en ese mar que fue la cuna de la democracia. Algunos viajes al norte de Europa y al Ártico hicieron variar la rutina de los despliegues en el extranjero del USS Eugene A. Greene.
El USS Eugene A. Greene fue puesto fuera de servicio desde el 1 de abril de 1952 hasta el 1 de diciembre de ese mismo año, periodo en el que se le realizaron una serie de mejoras en sus radares. El 18 de julio de 1952 fue redesignado DDR-711, no recuperando su anterior denominación hasta el 15 de mayo de 1963.
El 18 de junio de 1970, el USS Eugene A. Greene y el petrolero USS Waccamaw (AO-109) sufrieron una colisión de poca importancia en el Mediterráneo oriental durante las operaciones de repostaje.
EL USS Eugene A. Greene fue dado de baja el 31 de agosto de 1972 en Norfolk, y junto con otros cuatro destructores fue cedido a España.

### Armada Española:Churruca(D-61)
El buque fue dado de alta en la Armada Española como Churruca (D-61), llamado así en honor del almirante Cosme Damián Churruca y Elorza (1761-1805), quien murió durante la batalla de Trafalgar.
El Churruca fue dado de baja el 15 de septiembre de 1989 y hundido como blanco naval el 12 de diciembre de 1991.